# Aplar
Aplar (Malus) är ett släkte om cirka 30–35 arter av träd och buskar i familjen rosväxter, däribland det vanliga äpplet. Övriga arter benämns ofta vildäpplen och paradisäpplen. Släktet härstammar från den tempererade zonen i norra hemisfären; Europa, Asien och Nordamerika.
Det finns ungefär 40 arter i apelsläktet, och ett fåtal hybrider.

## Bildgalleri

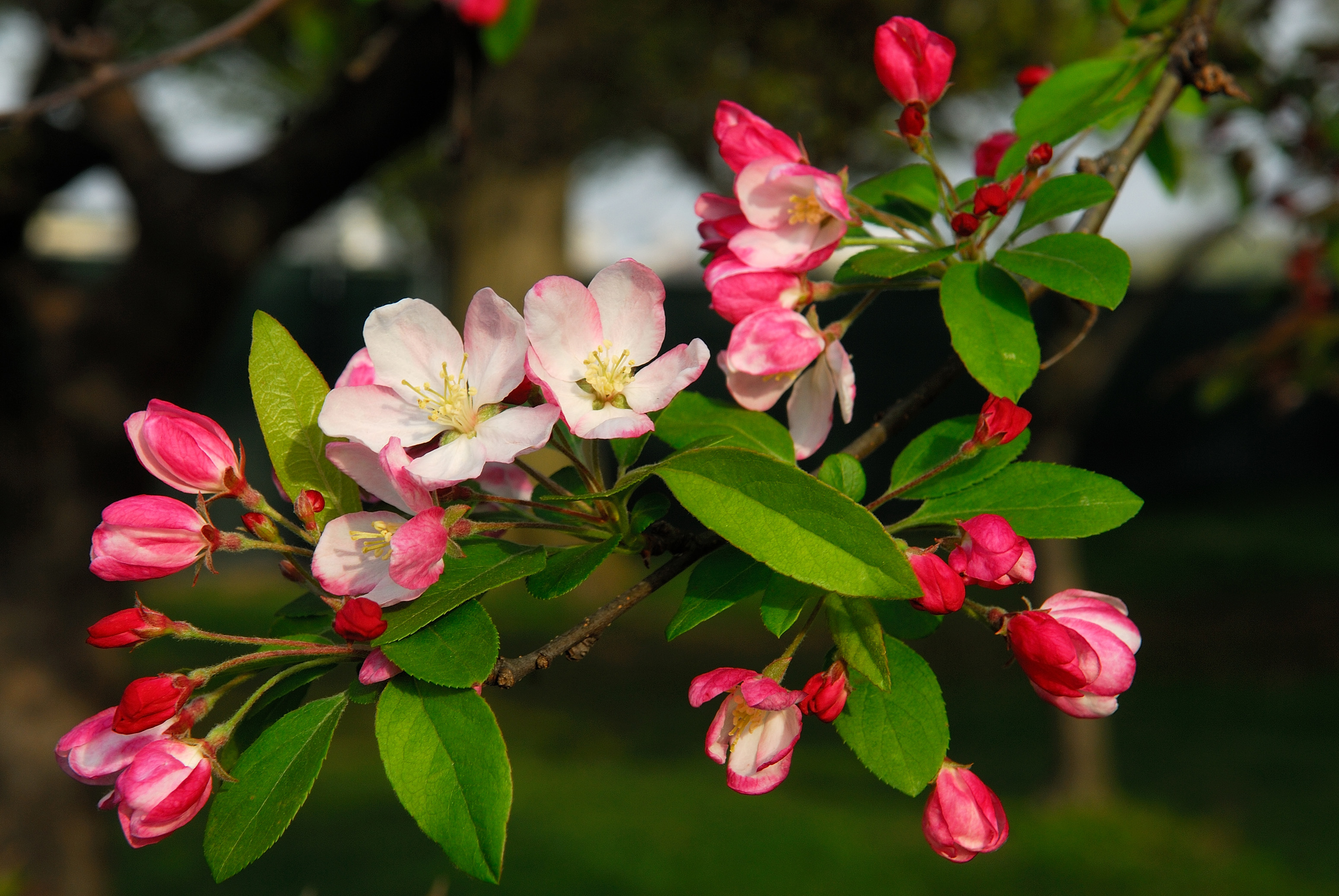
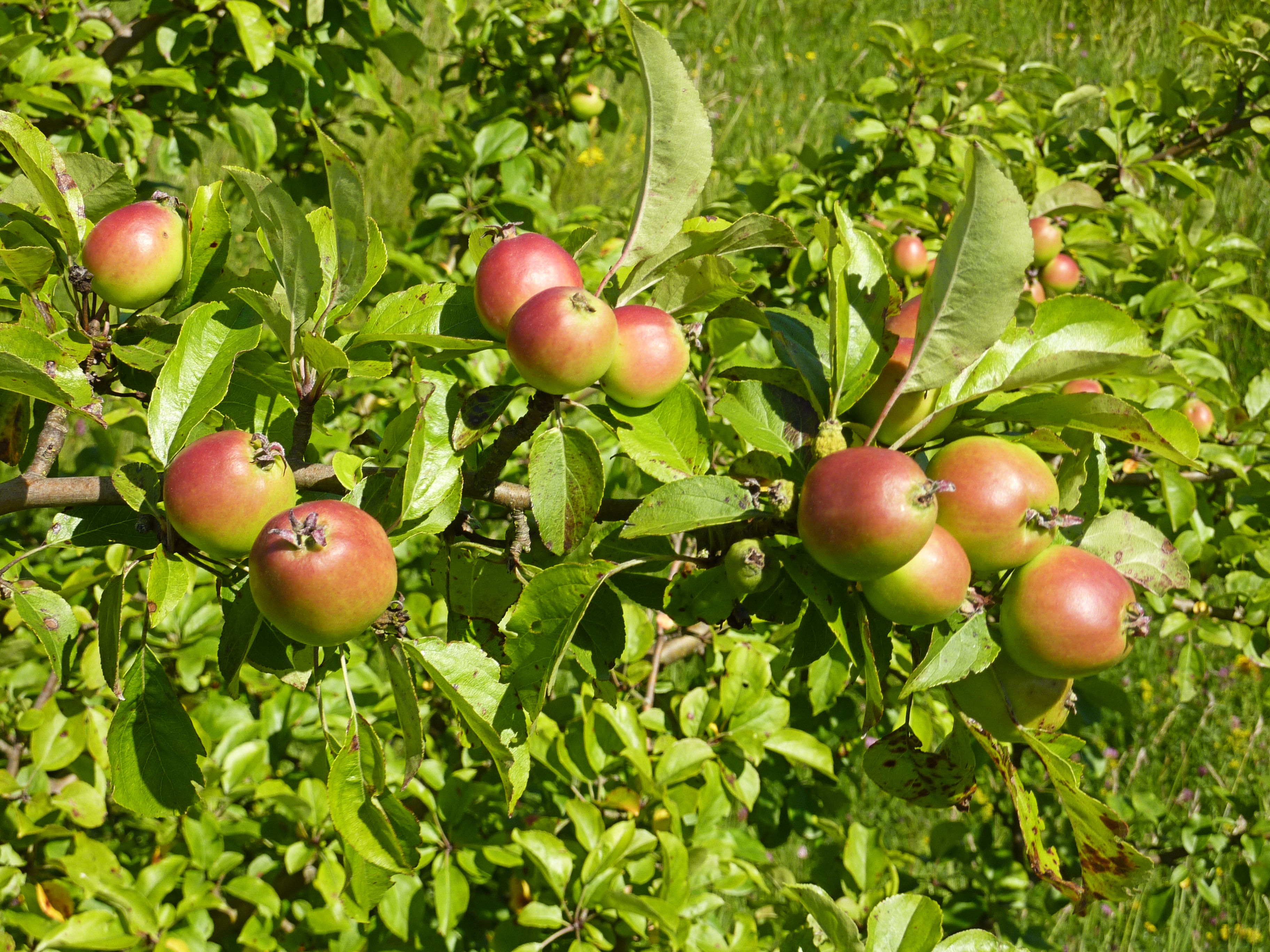
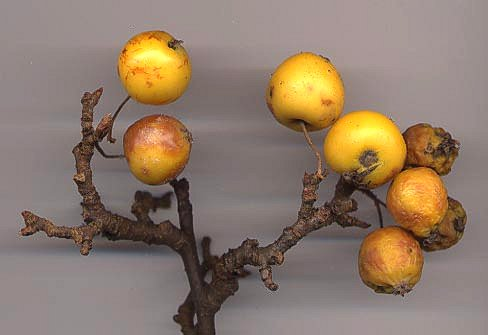
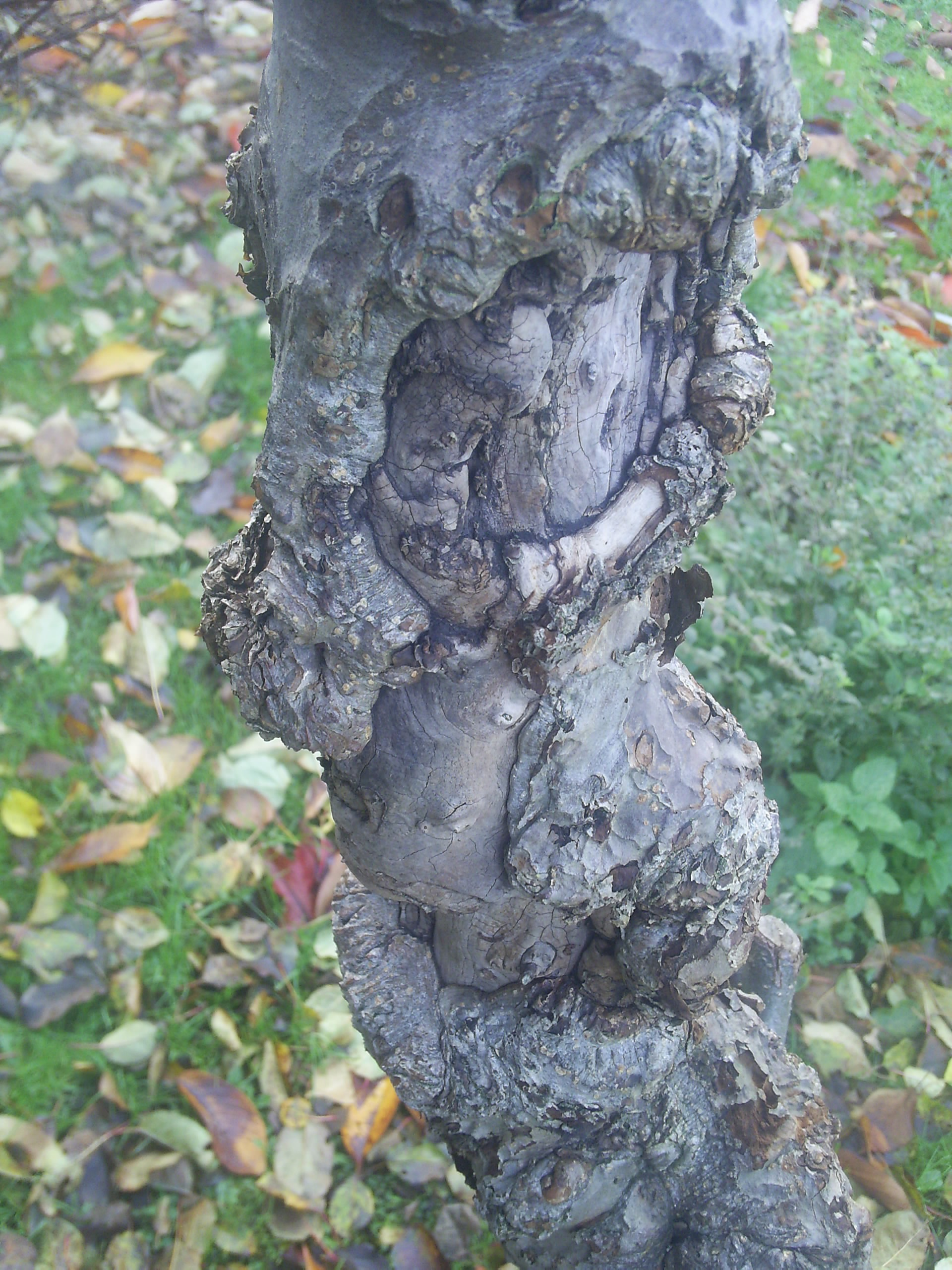

## Dottertaxa till Aplar, i alfabetisk ordning[1]
- Malus angustifolia
- Malus arnoldiana
- Malus asiatica
- Malus baccata
- Malus bhutanica
- Malus caspiriensis
- Malus chitralensis
- Malus coronaria
- Malus crescimannoi
- Malus daochengensis
- Malus dasyphylla
- Malus dawsoniana
- Malus florentina
- Malus fusca
- Malus halliana
- Malus honanensis
- Malus hupehensis
- Malus ioensis
- Malus jinxianensis
- Malus kansuensis
- Malus komarovii
- Malus leiocalyca
- Malus mandshurica
- Malus micromalus
- Malus muliensis
- Malus ombrophila
- Malus oxysepala
- Malus platycarpa
- Malus prattii
- Malus prunifolia
- Malus pumila
- Malus rockii
- Malus sieboldii
- Malus sieversii
- Malus sikkimensis
- Malus soulardii
- Malus spectabilis
- Malus spontanea
- Malus sylvestris
- Malus toringoides
- Malus transitoria